# Monoctenocera
Monoctenocera är ett släkte av fjärilar. Monoctenocera ingår i familjen mott.
Kladogram enligt Catalogue of Life:
| Monoctenocera | \| \| Monoctenocera brachiella \| \| \| \| \| \| Monoctenocera leucania \| \| \| \| |
|               | \| \| Monoctenocera brachiella \| \| \| \| \| \| Monoctenocera leucania \| \| \| \| |
|               | Monoctenocera brachiella                                                            |
|               |                                                                                     |
|               | Monoctenocera leucania                                                              |
|               |                                                                                     |